# Christoph Schönborn
Christoph kardinál Schönborn OP (celým jménem Christoph Maria Michael Hugo Damian Peter Adalbert Schönborn; * 22. ledna 1945 na zámku Skalka u Vlastislavi, tehdy v Říšské župě Sudety) je rakouský katolický duchovní, dominikánský řeholník a teolog, byl 16. vídeňským arcibiskupem (1995–2025).

## Život
Christoph Schönborn se narodil na zámku Skalka jako druhý syn hraběte Huga Damiana von Schönborn a baronesy Eleonory Ottilie Hildy Marie, rozené von Doblhoff. Měl dva bratry a jednu sestru. V září 1945 byla rodina v rámci odsunu Němců vysídlena z Československa a posléze žila převážně v Rakousku. V roce 1958 se jeho rodiče rozvedli.
Christoph po maturitě (1963) vstoupil do dominikánského řádu a studoval teologii, filozofii a psychologii v Bornheimu, ve Vídni a v Paříži. 27. prosince 1970 jej kardinál König vysvětil na kněze. Získal licenciát posvátné teologie (1971) a po dalších studiích teologie v Řezně (mimo jiné pod Josephem Ratzingerem) dokončil doktorát posvátné teologie v Paříži. Od roku 1975 byl profesorem na Universität Freiburg ve Švýcarsku, nejprve učil katolickou dogmatiku a později ještě teologii východních církví.
Biskupské svěcení přijal v září 1991, kdy byl jmenován pomocným biskupem vídeňské arcidiecéze. V roce 1998 byl jmenován kardinálem a krátce poté i zvolen předsedou Rakouské biskupské konference. Jeho biskupské heslo zní Vos autem dixi amicos (česky Nazval jsem vás přáteli). V roce 2005 byl novináři často uváděn mezi kardinály majícími šanci na zvolení papežem (tzv. papabile).
V den Schönbornových 80. narozenin, 22. ledna 2025, přijal papež František jeho rezignaci na úřad vídeňského arcibiskupa. Rodák z Litoměřicka úřad zastával za tří papežů. Apoštolským administrátorem sede vacante pro vídeňskou arcidiecézi se stal P. Josef Grünwidl.
Po smrti papeže Františka v roce 2025 se stal opět jedním z kardinálů mající šanci na zvolení papežem.

## Dílo
- Sophrone de Jérusalem. Vie monastique et confession dogmatique. Beauchesne, Paříž 1972, ISBN 2-7010-0054-8
- Die charismatische Erneuerung und die Kirchen. Pustet, Regensburg 1977, ISBN 3-7917-0506-7
- Die Christus-Ikone. Eine theologische Hinführung. Novalis, Schaffhausen 1984. ISBN 3-85351-157-0
- Einheit im Glauben. Johannes, Einsiedeln 1984, ISBN 3-89411-215-8
- Existenz im Übergang. Pilgerschaft, Reinkarnation, Vergöttlichung. Johannes, Einsiedeln u. a. 1987, ISBN 3-89411-216-6
- Zur kirchlichen Erbsündenlehre. Stellungnahmen zu einer brennenden Frage. Freiburg im Brsg. u. a. 1991, ISBN 3-89411-303-0
- Herzstücke unseres Glaubens. Das „Credo“ im Katechismus der Katholischen Kirche. Wiener Dom, Vídeň 1994, ISBN 3-85351-112-0 – Tato publikace vyšla v češtině pod názvem „Základy naší víry. Krédo v katechismu katolické církve“, Karmelitánské nakladatelství, Kostelní Vydří 1996, z němčiny přeložil Ondřej Bastl, ISBN 80-7192-142-4
- Quellen unseres Glaubens. Liturgie und Sakramente im Katechismus der Katholischen Kirche. Wiener Dom, Vídeň 1996, ISBN 3-85351-116-3
- Leben für die Kirche. Die Fastenexerzitien des Papstes. Freiburg im Brsg. u.a. 1997, ISBN 3-451-26258-4
- Wähle das Leben. Die christliche Moral nach dem Katechismus der katholischen Kirche. Wiener Dom, Vídeň 1998, ISBN 3-85351-156-2
- Gott sandte seinen Sohn. Christologie. (Amateca. Lehrbücher zur katholischen Theologie, Bd. 7) Bonifatius, Paderborn 2002, ISBN 3-89710-202-1
- Mein Jesus. Gedanken zum Evangelium. Molden, Vídeň 2002. ISBN 3-85485-087-5
- Seht, Gottes Sohn! Gedanken zum Evangelium im Markusjahr. Molden, Wien 2005, ISBN 3-85485-151-0
- Wovon wir leben können. Das Geheimnis der Eucharistie. Herder, Freiburg im Brsg. u. a. 2005, ISBN 3-451-28602-5
- Ziel oder Zufall? Schöpfung und Evolution aus der Sicht eines vernünftigen Glaubens. Herder, Freiburg im Brsg. 2007, ISBN 978-3-451-29389-4
- spoluautor Barbara Stöckl: Wer braucht Gott?: Barbara Stöckl im Gespräch mit Kardinal Christoph Schönborn, Ecowin Verlag, Salzburg 2007, ISBN 978-3-902404-33-6